# Przewodowice

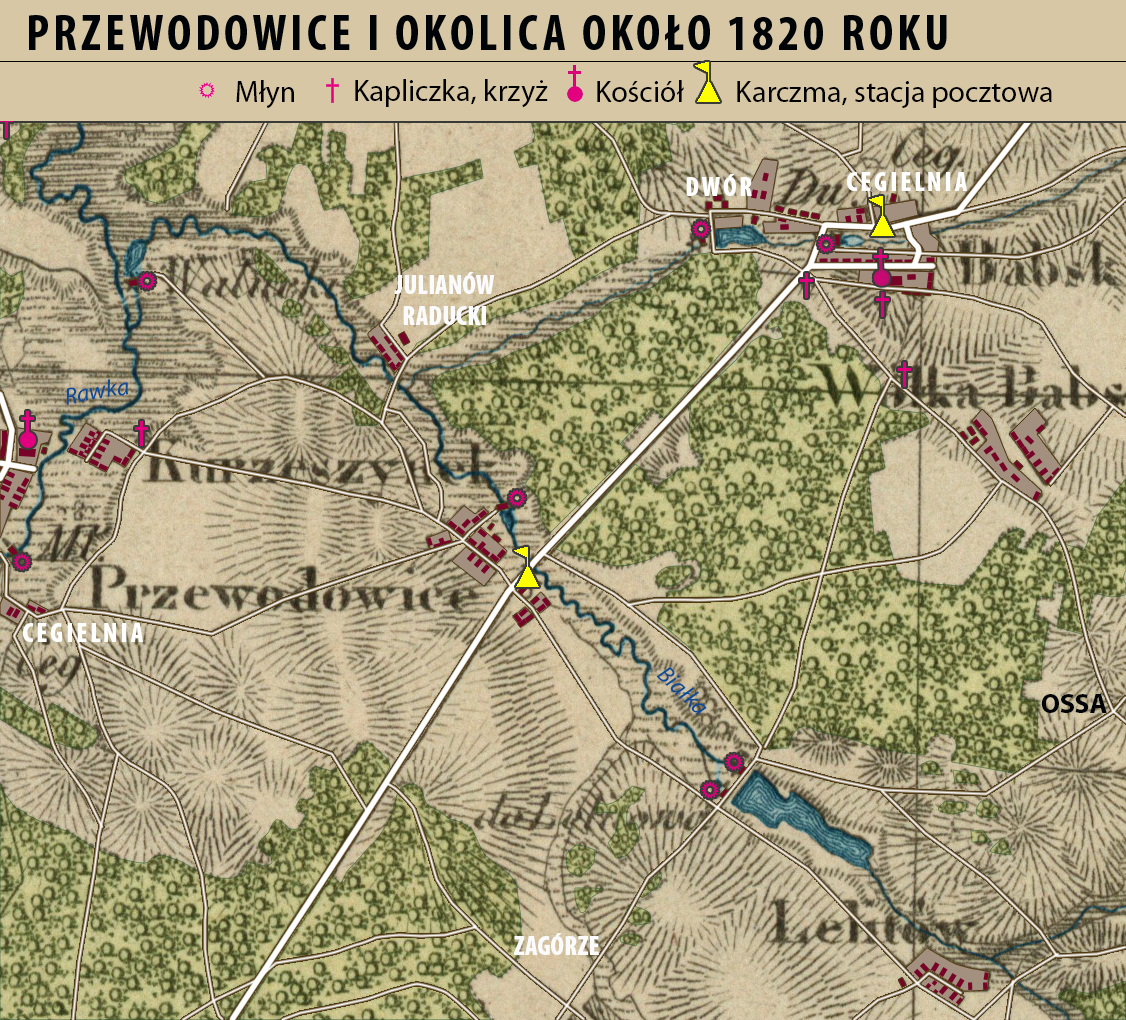
Przewodowice i okolice w 1820 r.

Przewodowice – wieś w Polsce położona w województwie łódzkim, w powiecie rawskim, w gminie Rawa Mazowiecka.

## Etymolgia nazwy
Nazwa wsi Przewodowice jest typową staropolską nazwą patronimiczną, czyli pochodzącą od imienia właściciela ziemi, miejscowości lub wsi, prawdopodobnie od Przewodowicza Przybysława z Przezwodu, z małopolskiego rodu Lasotów herbu Jelita.

## Średniowiecze
Teren dzisiejszej wsi był zasiedlony już w epoce kamienia. W XIII wieku istniała już stała osada, o czym świadczy znajdujące się tam nieeksplorowane stanowisko archeologiczne – pozostałość osady (nr w ewidencji AZP 65-60/3) i liczne również nieeksplorowane ślady osiedleńcze z okresu średniowiecza.

## Czasy nowożytne
Przewodowice były częścią Księstwa Mazowieckiego, a po jego włączeniu do Polski weszły w skład województwa rawskiego. W XV wieku wieś wchodziła w skład dóbr rodu Radwanów herbu Radwan. Gotard z Babska i Rybna sprowadził swoich herbowych i wieś przejęli Korabiewscy herbu Radwan, w których posiadaniu Przewodowice pozostały do XVI wieku włącznie. W dokumencie z 1489 roku po raz pierwszy jest wymieniona pełna nazwa wsi. Przewodowice zostały odnotowane w Wizytacji dóbr arcybiskupstwa gnieźnieńskiego, wieś zapisana jako PRZEVODOVYCZE. W latach 1511–1523 płaciła trzy grzywny podatku kościelnego (Świętopietrza). Z kolei w Liber Beneficiorum Jana Łaskiego odnotowana jako wieś szlachecka położona w drugiej połowie XVI wieku w powiecie rawskim ziemi rawskiej województwa rawskiego. W XVII wieku wieś była punktem etapowym, ze względu na posiadanie gospody, na zalecanej przez nuncjuszy papieskich trasie podróży z Rzymu do Warszawy. Właścicielami folwarku Przewodowice w XVII w. byli Lubiatowscy herbu Grzymała. Po raz pierwszy Przewodowice pojawiły się na mapach w 1788 r.

## XIX w.
W 1827 r. w Przewodowicach było 20 dymów, 123 mieszkańców. Kolejny spis wykazuje, że Przewodowice, wieś i folwark nad rzeką Białką, w powiecie Rawskim, należący do gromady Wałowice i parafii Kurzeszyn, posiadał młyn wodny należący do rodziny Mariańskich. Wcześniej wieś liczyła sobie 14 dymów i 194 mieszkańców. 212 morgów ziemi włościan, 346 morgów dworskich. Folwark należał do dóbr Konopnica. „Przewodowice rozliczenie morgów: 1493 gruntów ornej i ogrodowej morgów 854, łąk morgów 97, lasu morgów 525, nieużytków, morgów 17; Budynków murowanych 7, z drzewa 19 (razem 26); płodozmian siedmio- i ośmiopolowy; cegielnia, pokłady torfu. W skład dóbr wchodziły poprzednio wieś Redecz, osiedle, z gruntami morgów 20.
W czasie powstania listopadowego 2 grudnia 1830 r. w przewodowickiej karczmie generał Jan Krukowiecki podyktował dla polskich dowódców brygad i pułków 1 Dywizji Piechoty Królestwa Polskiego rozkazy do marszu i skoncentrowania dywizji pod Warszawą, nie podporządkowując się rozkazom w. Księcia Konstantego.
Podczas powstania styczniowego, w lasach koło Przewodowic między 25 stycznia a 24 lutego 1863 r. obozowały oddziały powstańcze Antoniego Jeziorańskiego i Józefa Śmiechowskiego, przygotowując plan zwycięskiego ataku na garnizon rosyjski w Rawie Mazowieckiej 4 lutego tegoż roku, znany jako bitwa pod Rawą.
W pierwszej połowie XIX w. właścicielami folwarku w Przewodowicach zostają Starża-Majewscy Herbu Starykoń. Feliks Starża-Majewski był dziedzicem dóbr, Przewodowic i Wouczy. Dobra po nim odziedziczył jego syn Julian Starża-Majewski. – Jego siostra Natalia (1863–1917) wyszła za mąż za Tadeusza Romockiego.

## XX w.
Po śmierci Feliksa Starży-Majewskiego w 1914 r. tereny te (wraz z Konopnicą, Michalinę, Pokrzywna, PRZEWODOWICAMI, Zagórzem i dzierżawą wieczystą Kurzeszynek Papiernia), odziedziczył jego siostrzeniec, a zarazem syn chrzestny Leszek Romocki herbu Prawdzic (1897–1973), syn Tadeusza Romockiego (1860), którego żoną była siostra Juliana, Natalia Starża-Majewska h. Starykoń, 1863–1917.
1914–1918 – I wojna światowa
Podczas I wojny światowej w 1914 roku Przewodowice znalazły się na linii frontu krwawej pozycyjnej bitwy nad Rawką (grudzień 1914 – lipiec 1915). Mieszkańcy Przewodowic byli narażeni na ciągłą rekwizycję i rabowani ze wszystkiego, co było użyteczne na froncie. Wojsko rosyjskie rekwirowało żywność i zwierzęta gospodarskie. Mieszkańcy wsi kryli się w leśnych ziemiankach lub w sąsiedniej Ossie i Jelitowie. W trakcie walk większość domostw została rozebrana, służąc jako materiał do budowy umocnień lub rozebrana na opał, resztę wsi spalono podczas odwrotu Rosjan.
1918–1939 – międzywojnie
Po odzyskaniu niepodległości wieś należała do gminy Wałowice w województwie warszawskim. Została odbudowana przy znacznym wsparciu dotacji państwowych. W trakcie wojny spłonęła karczma, a na jej miejscu powstała kuźnia Antoniego Dymowskiego, działał także sklep kolonialny B. Lewandowskiego, a także młyn wodny J. Kaszubskiego. Przy drodze do Warszawy pojawił się przystanek komunikacji autobusowej. Liczba ludności wsi utrzymywała się na poziomie bez mała 200 osób. Według spisu powszechnego z 1921 r. W Przewodowicach mieszkały w sumie 174 osoby, w tym folwark 23, a we wsi 151 (92 mężczyzn i 82 kobiety). Budynków mieszkalne we wsi było 11, a w folwarku 3, innych budynków zamieszkałych we wsi było 12. Razem 26 budynków zamieszkałych. Skład etniczny: 100% ludności narodowości Polskiej. Wyznanie: 100% ludności wyznania rzymskokatolickiego. W Przewodowicach działało kółko rolnicze.

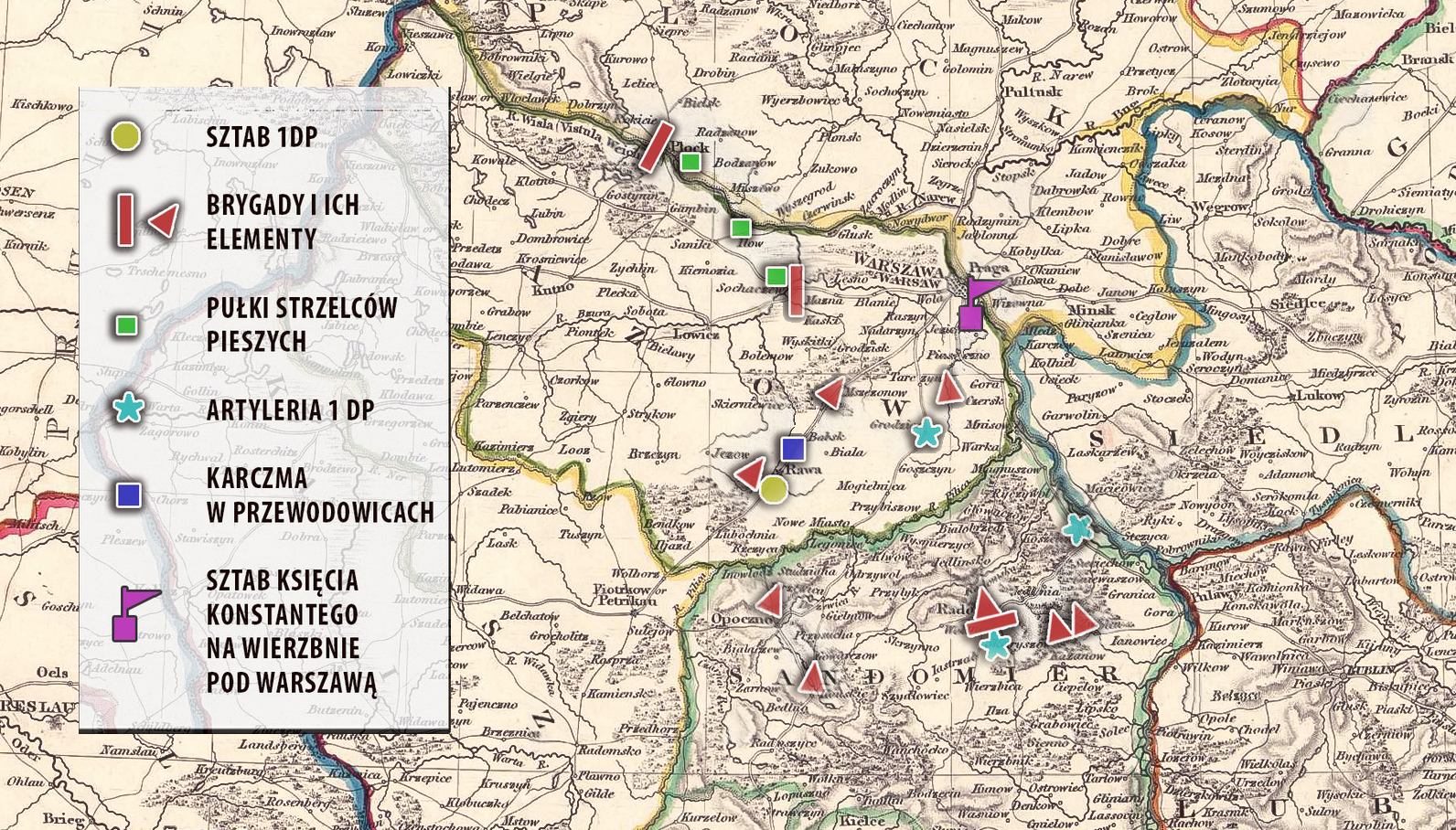
Położenie pułków 1 Dywizji Piechoty Królestwa Polskiego na początku powstania listopadowego 1830 r.

Jakubów i Wałowice. W okresie międzywojennym Leszek Romocki sprzedał folwark w Przewodowicach małżonkom Helenie i Antoniemu Muszyńskim z Tomaszowa Mazowieckiego. Wiosną 1939 roku zorganizowano na najwyższym wzniesieniu na polu wsi w kierunku Kurzeszyna punkt obserwacyjny mający za zadanie ostrzegać Warszawę drogą telefoniczną o zbliżających się z tego kierunku samolotach nieprzyjacielskich.
1939–1945 – II wojna światowa
W czasie okupacji Przewodowice znalazły się na terenie Generalnego Gubernatorstwa. We wsi działała komórka Armii Krajowej. Na terenie wsi przebywał w czasie wojny Bolesław Lessman „Lasota”, „Technik” Do czerwca 1944 roku pełnił funkcję oficera łączności Obwodu Podmiejskiego. Podczas likwidacji getta w Rawie Mazowieckiej 28 października 1942 r. w okolicznych wsiach i w lasach ukrywał się Izrael Wegwejzer wraz z grupą 7 osób, korzystając z pomocy Polaków (wykonywał dla nich roboty krawieckie). Pod koniec sierpnia 1943 r. Żydzi ukrywający się w lesie zostali wykryci i zamordowani przez żandarmerię niemiecką, Izrael Wegwejzer jako jedyny wydostał się z obławy. Dzięki pomocy mieszkańców Przewodowic przeżył wojnę. W czasie wojny i po powstaniu warszawskim w Przewodowicach znalazło schronienie wielu mieszkańców Warszawy, m.in. znana aktorka Barbara Krafftówna.
17 stycznia 1945 do Przewodowic wkroczyła Armia Radziecka. Przed oddziałami Armii Czerwonej drogą z Jelitowa cofały się już po wkroczeniu Rosjan pojedyncze grupki wojsk niemieckich. Jeden z tych oddziałów został ostrzelany przez czołgi rosyjskie, a około 60 żołnierzy niemieckich, którzy się poddali Rosjanom, zostało przez nich w Przewodowicach rozstrzelanych i pochowanych w mogile zbiorowej.
Po 1945 r.

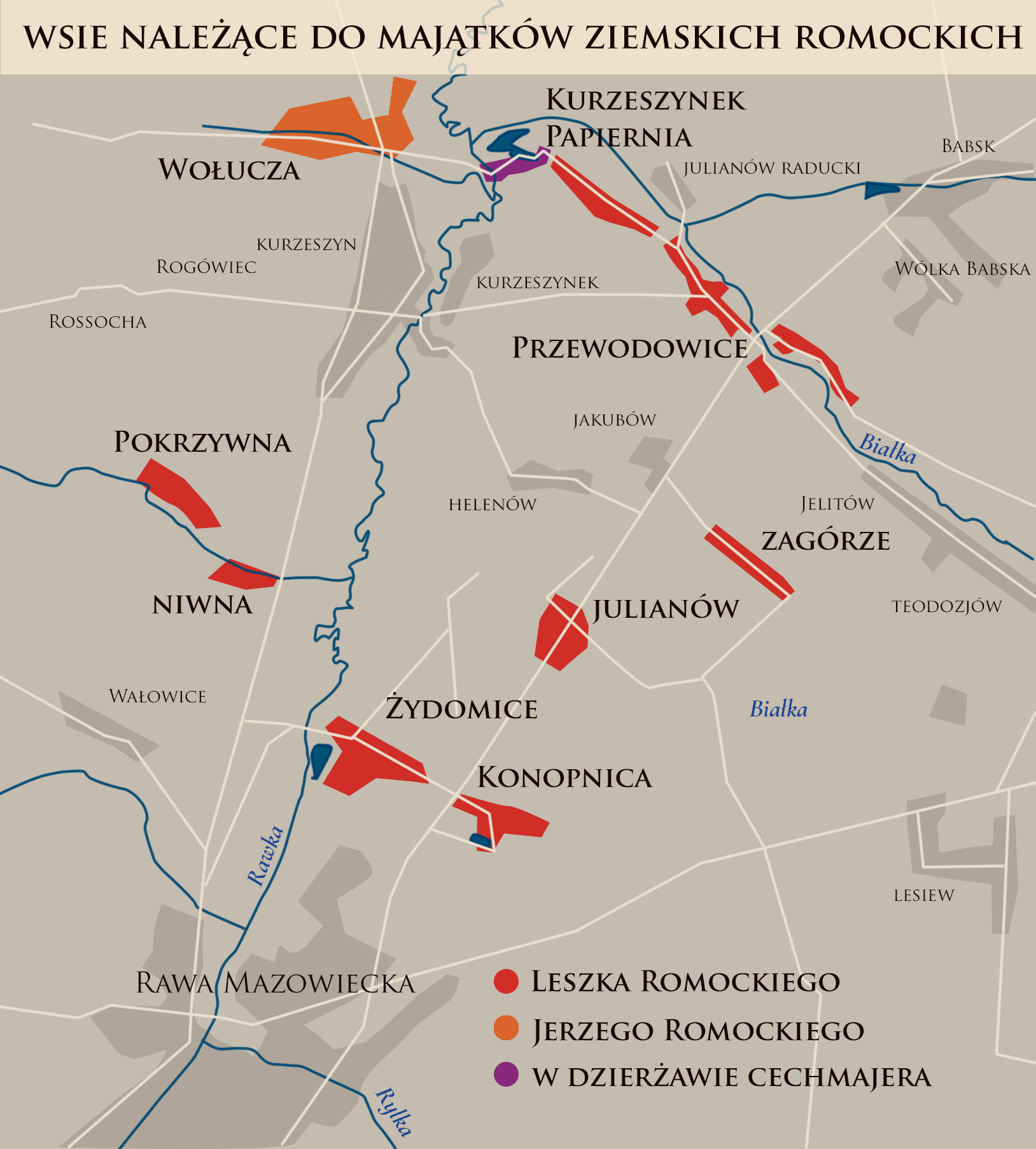
Wsie należące do majątków ziemskich rodziny Romockich na początku XX wieku w tym dziedziczone po Starza Majewskich i dzierżawione przez inne osoby

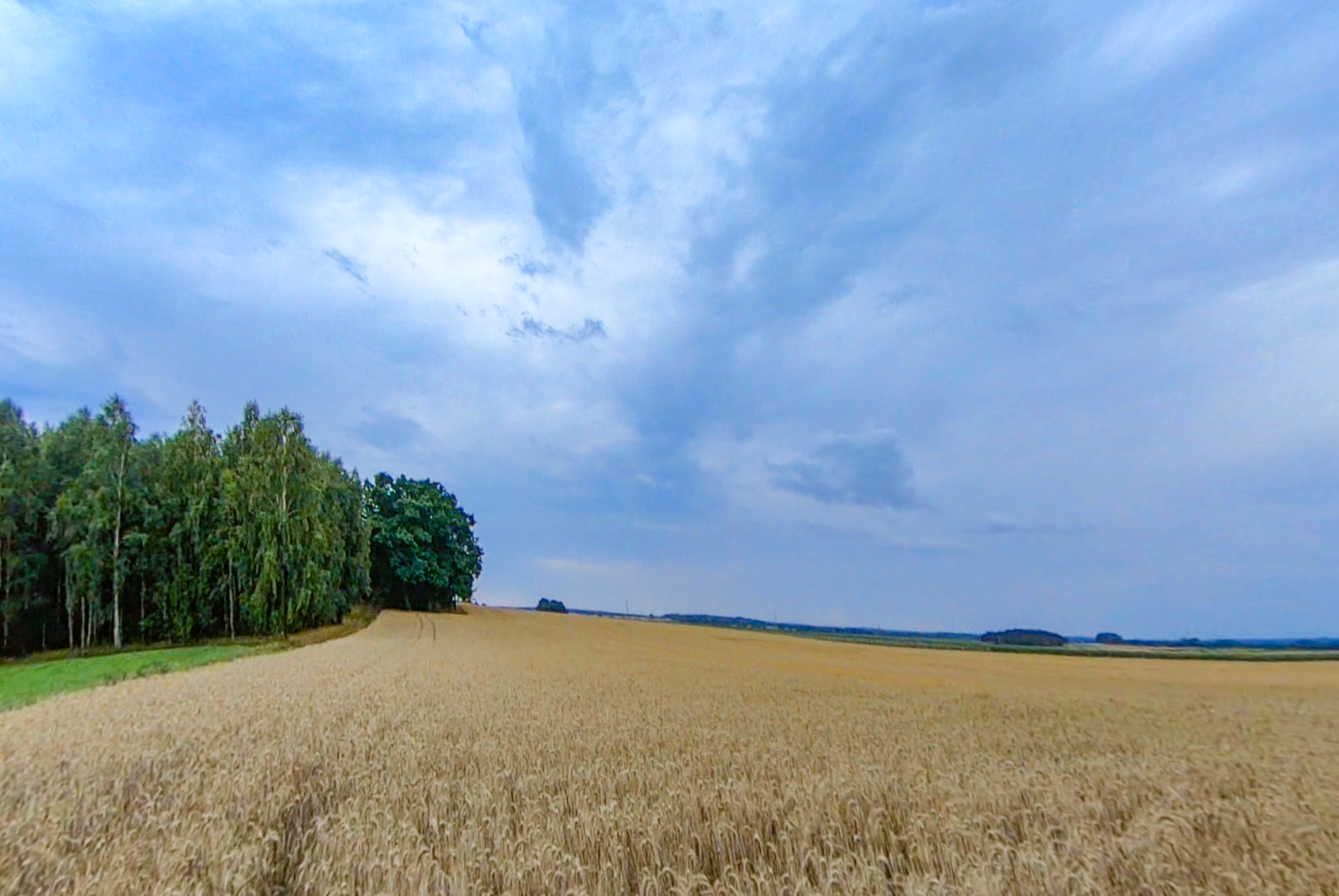
Pola i wzgórza na okalające Przewodowice od południa. Pole Bitwy Nad Rawką podczas I wojny Światowej

W latach 1954–1961 Przewodowice należały do gromady Julianów, w latach 1962–1972 do gromady Rawa Mazowiecka. 1972 roku utworzono gminę Rawa Mazowiecka, w skład której weszły Przewodowice. W latach 1975–1998 miejscowość administracyjnie należała do województwa skierniewickiego. W latach 70. ze składek mieszkańców wybudowano remizę ochotniczej straży pożarnej, obecnie przejętą po remoncie przez urząd gminy. W latach 70. na prawym brzegu Białki powstała oddzielna leśna osada domów rekreacyjnych, na działkach sprzedanych przyjezdnym. Jeszcze w 1971 r. uprawiano pola położone na północ od lasu w kierunku Babska i koszono łąki wzdłuż Białki. W drugiej połowie lat 70. zaczęto porzucać pola na wzgórzu położonym na południu wsi, znikały orne ziemie zastępowane młodnikami sosnowymi. W latach 1980–2000 nastąpiła dalsza transgresja lasu także na prawym brzegu rzeki, zakończona porzuceniem łąk wzdłuż Białki, które zamieniły się szybko w las łęgowy z trzydziestoletnią obecnie olchą. Pojawiło się natomiast kilka stawów, o charakterze rekreacyjnym wykopanych przez działkowiczów.

## Położenie
Przewodowice leżą na Wysoczyźnie Rawskiej, nad rzeką Białką, w północno-wschodniej części województwa łódzkiego, przy drodze ekspresowej S8 (E67) Warszawa – Wrocław/Katowice (tzw. Gierkówce), ok. 70 km. na południowy zachód od stolicy.

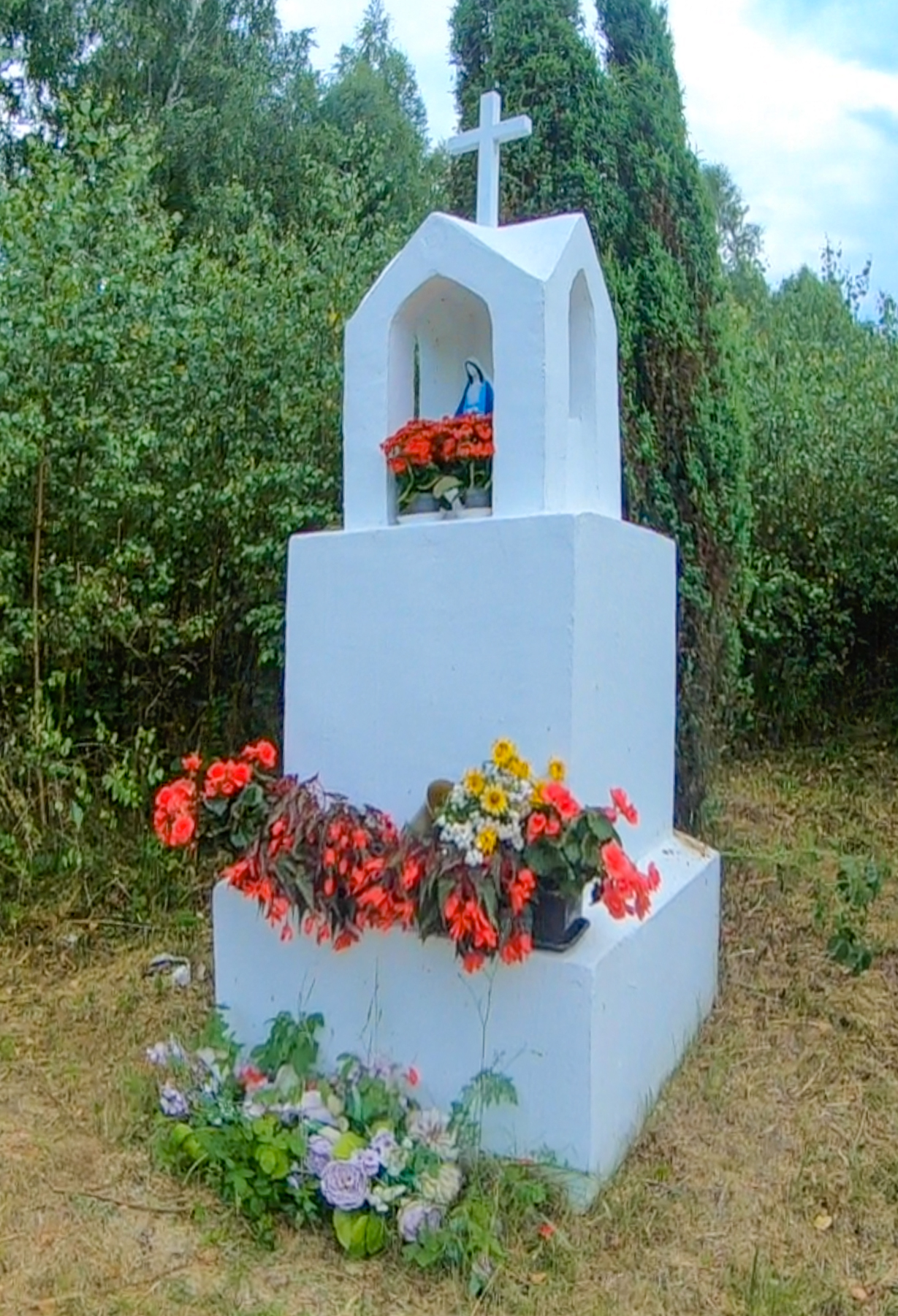
Kapliczka rodziny Zająców w Przewodowicach z 1950 r.

Miasto wojewódzkie Łódź jest odległe o ok. 65 km, zaś stolica powiatu i gminy – Rawa Mazowiecka o ok. 9 km.
Przewodowice należą do parafii pw. Matki Boskiej Królowej Polski w Kurzeszynie.
Przez miejscowość przepływa niewielka rzeka Białka, dopływ Rawki.

## Ludność
W 2021 roku liczba stałej ludności we wsi Przewodowice wynosiła 110 osób z czego 54,5% mieszkańców stanowią kobiety, a 45,5% ludności to mężczyźni. Miejscowość zamieszkuje 1,3% mieszkańców gminy. Niewielką część ludności wsi stanowią byli mieszkańcy Warszawy, Łodzi i Rawy Mazowieckiej oraz przyjezdni z tychże miejscowości przebywający na swoich działkach, położonych na prawym brzegu Białki w weekendy. Mieszkańcy utrzymują się z rolnictwa, a także w pracy w zawodach pozarolniczych, głównie w pobliskiej Rawie Mazowieckiej.

## Charakter osady

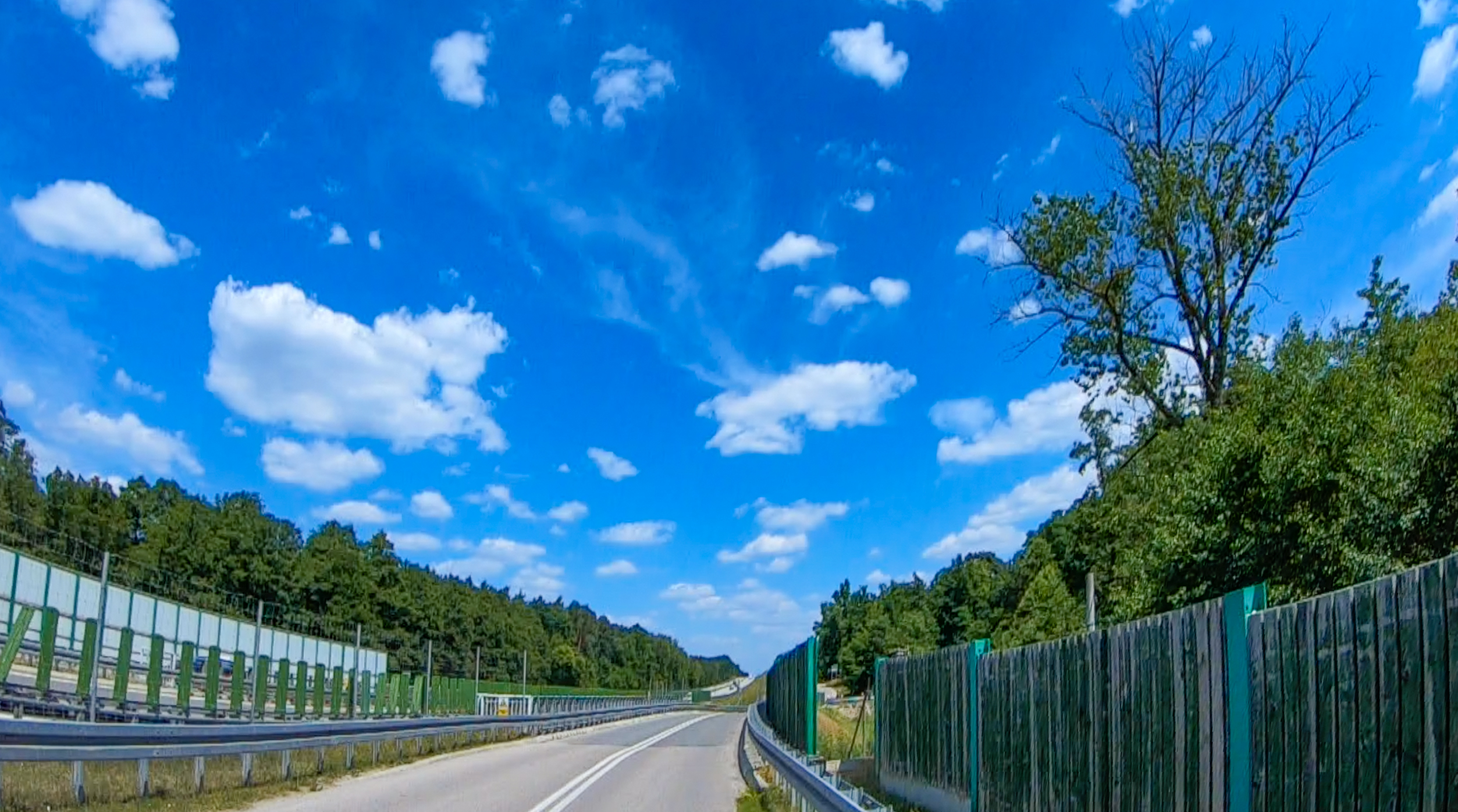
Most nad Białką na trasie S8 w Przewodowicach

Przewodowice to niewielka wieś o złożonej strukturze osadniczej: w swej głównej części, na lewym brzegu Białki to typowa ulicówka, długości ok. 1400 m, rozcięta na 2 części trasą S8 licząca 78 punktów adresowych. Zabudowa murowana parterowa lub jednopiętrowa, kilka domów drewnianych z drugiej połowy XX w., natomiast reszta zabudowań jest położona wzdłuż lokalnej drogi do Ossy na odcinku 700 m, na prawym Brzegu Białki. Wieś posiada regularną komunikację autobusową, z Rawą Mazowiecką, Białą Rawską i Skierniewicami. Od sąsiedniego Julianowa Raduckiego Przewodowice oddzielone są przez most, biegnący nad rzeką Białką. W Przewodowicach znajduje się sklep spożywczo-przemysłowy.

## Okolica
Klimat

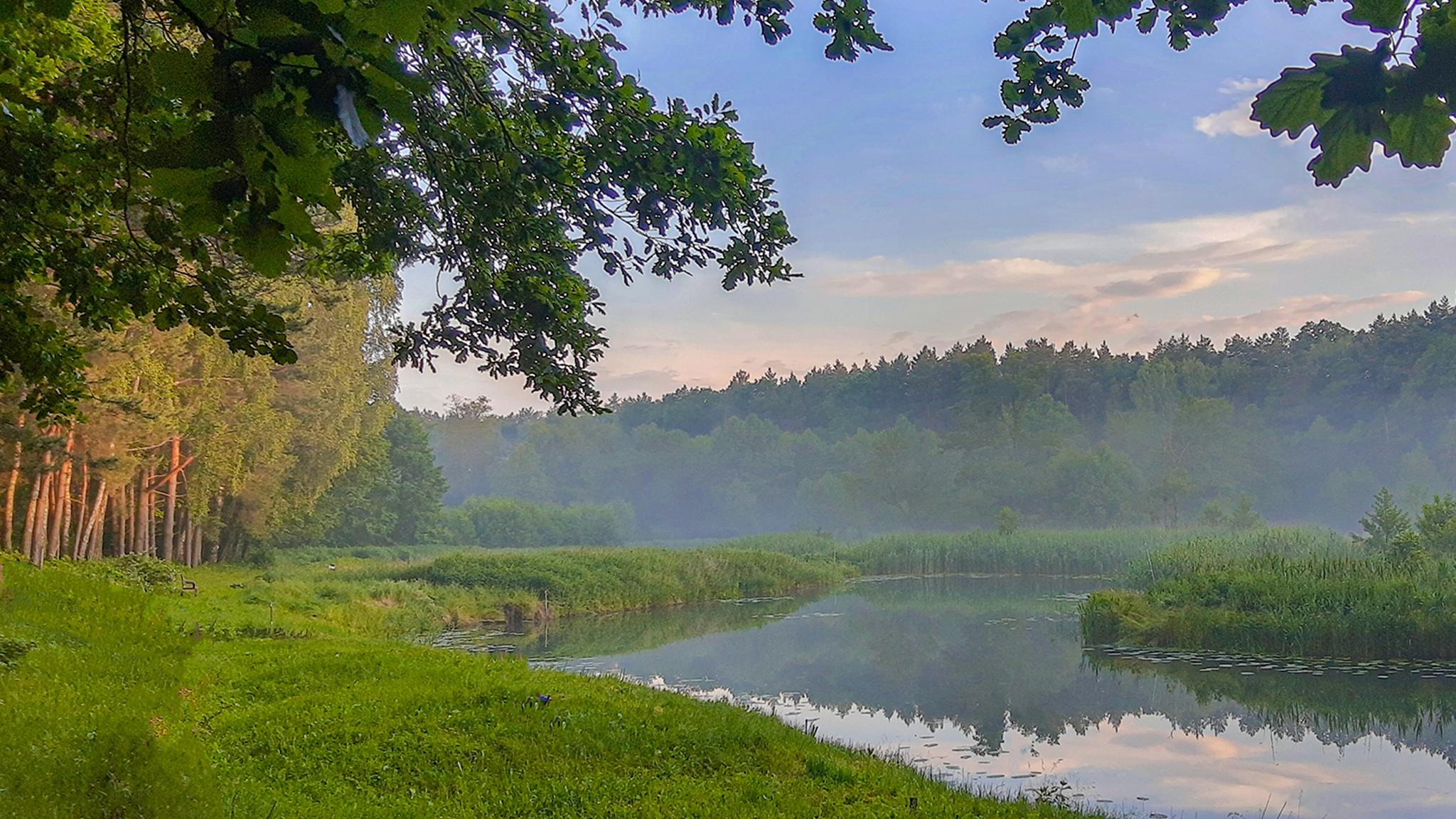
Śródleśne stawy w Przewodowicach

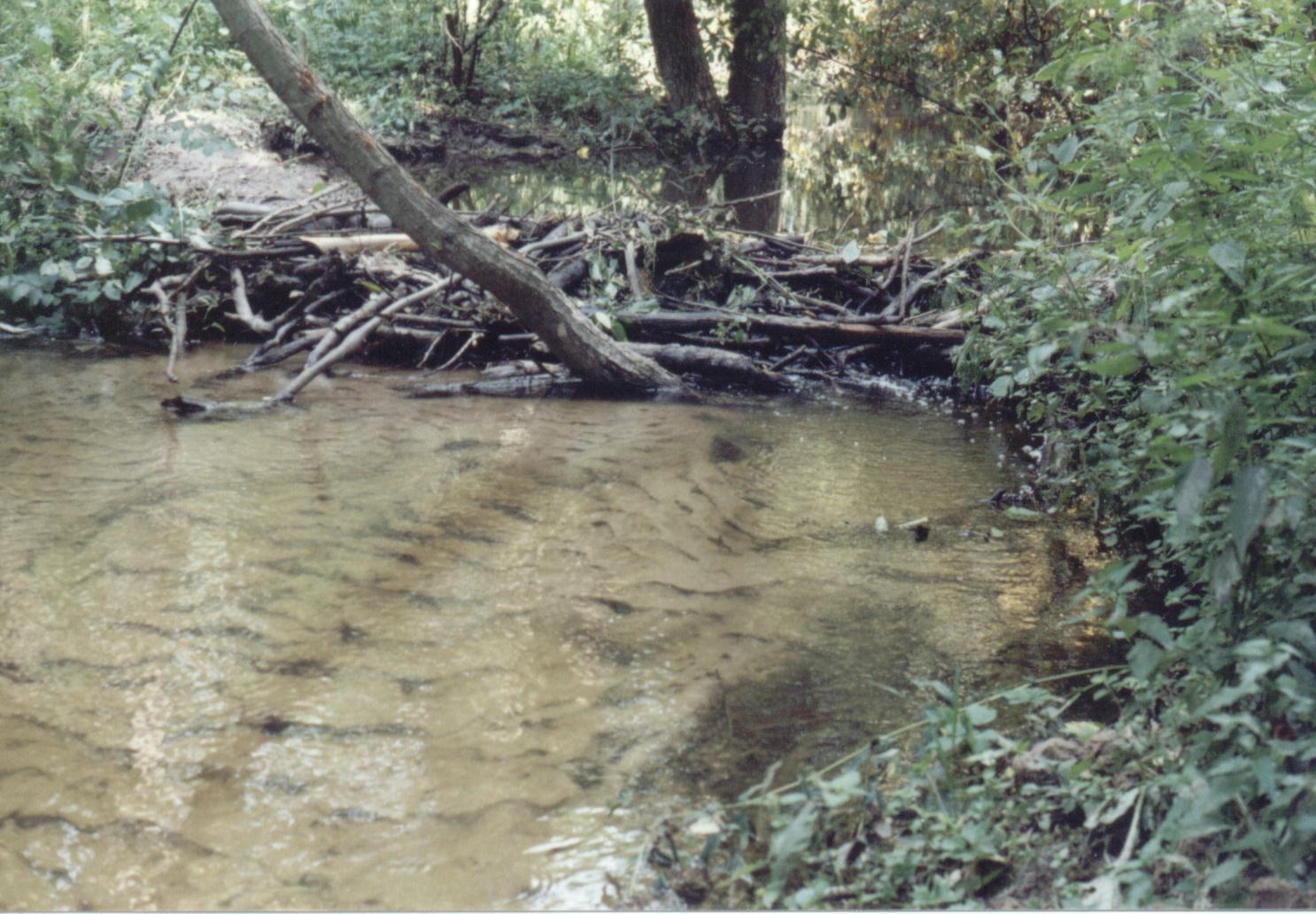
Strumień płynący ok. 500 m od Przewodowic

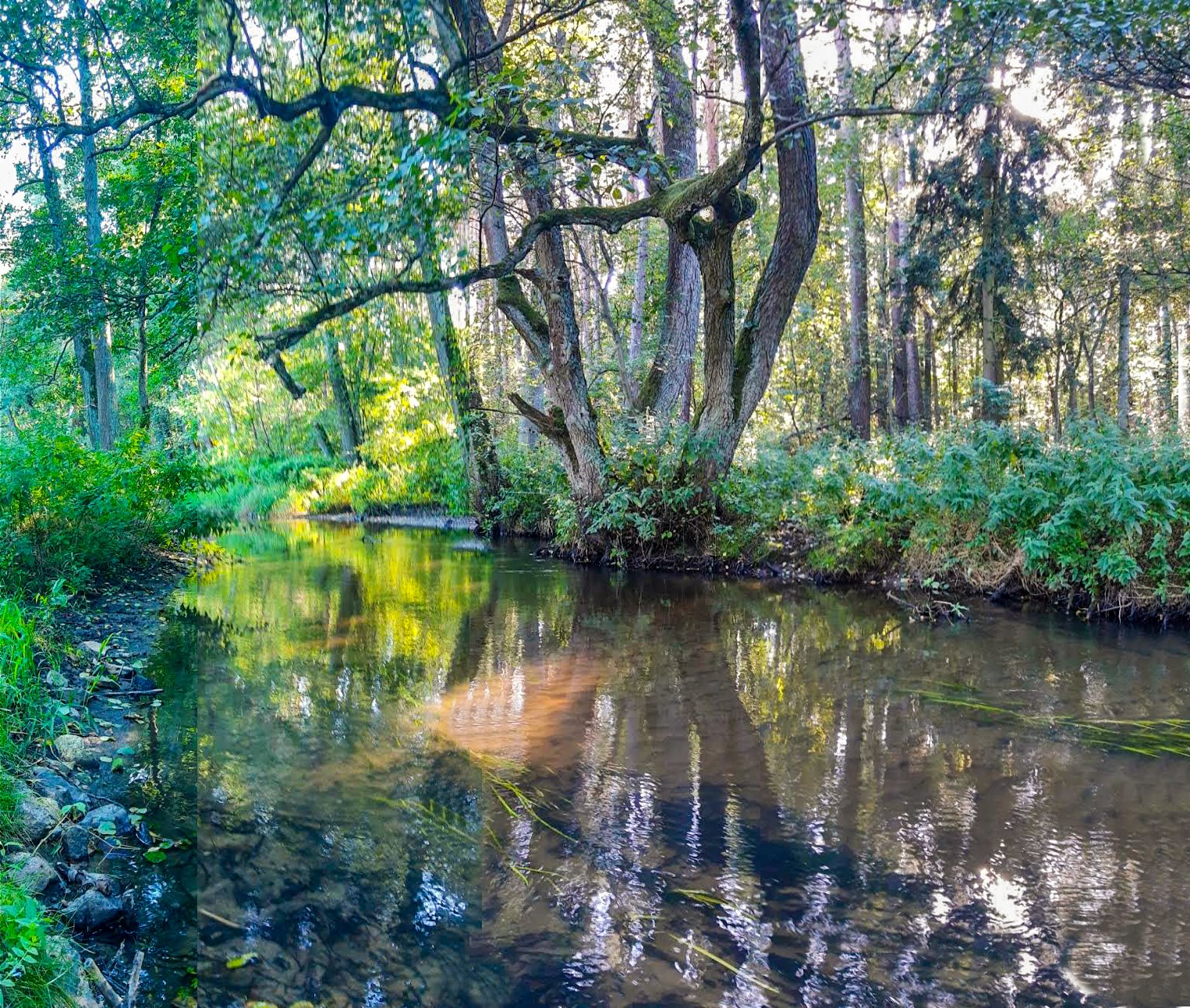
Stare olchy nad Białką. Grąd w Przewodowicach

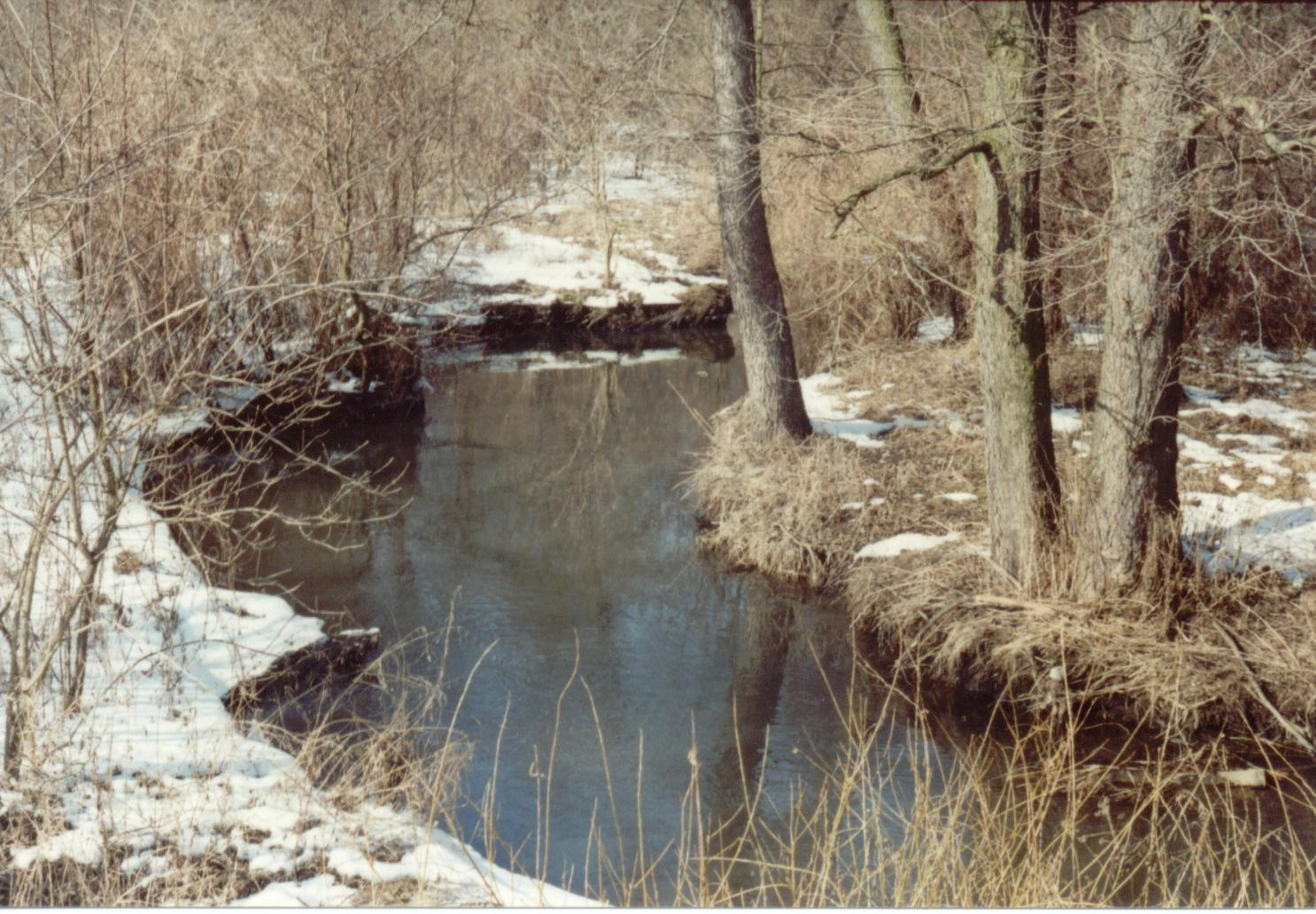
Płynąca wzdłuż wsi rzeka Białka – widok z mostu oddzielającego Przewodowice od Julianowa Raduckiego

Przewodowic są położone w strefie klimatu umiarkowanego przejściowego na granicy wpływów atlantyckich. Klimat nie odbiega znacząco od typowego klimatu środkowej Polski.
Ukształtowanie powierzchni
Miejscowość leży na obszarze chronionego krajobrazu wśród pofałdowanych moren czołowych, w wyraźnie zarysowanej dolinie meandrującej, nieuregulowanej rzeki Białki, wśród łagodnie wznoszących się wzgórz. Różnica wysokości względnej od koryta Białki, wzdłuż szosy S8 w kierunku Babska wynosi na odcinku 1 km ponad 25 m.
Wody

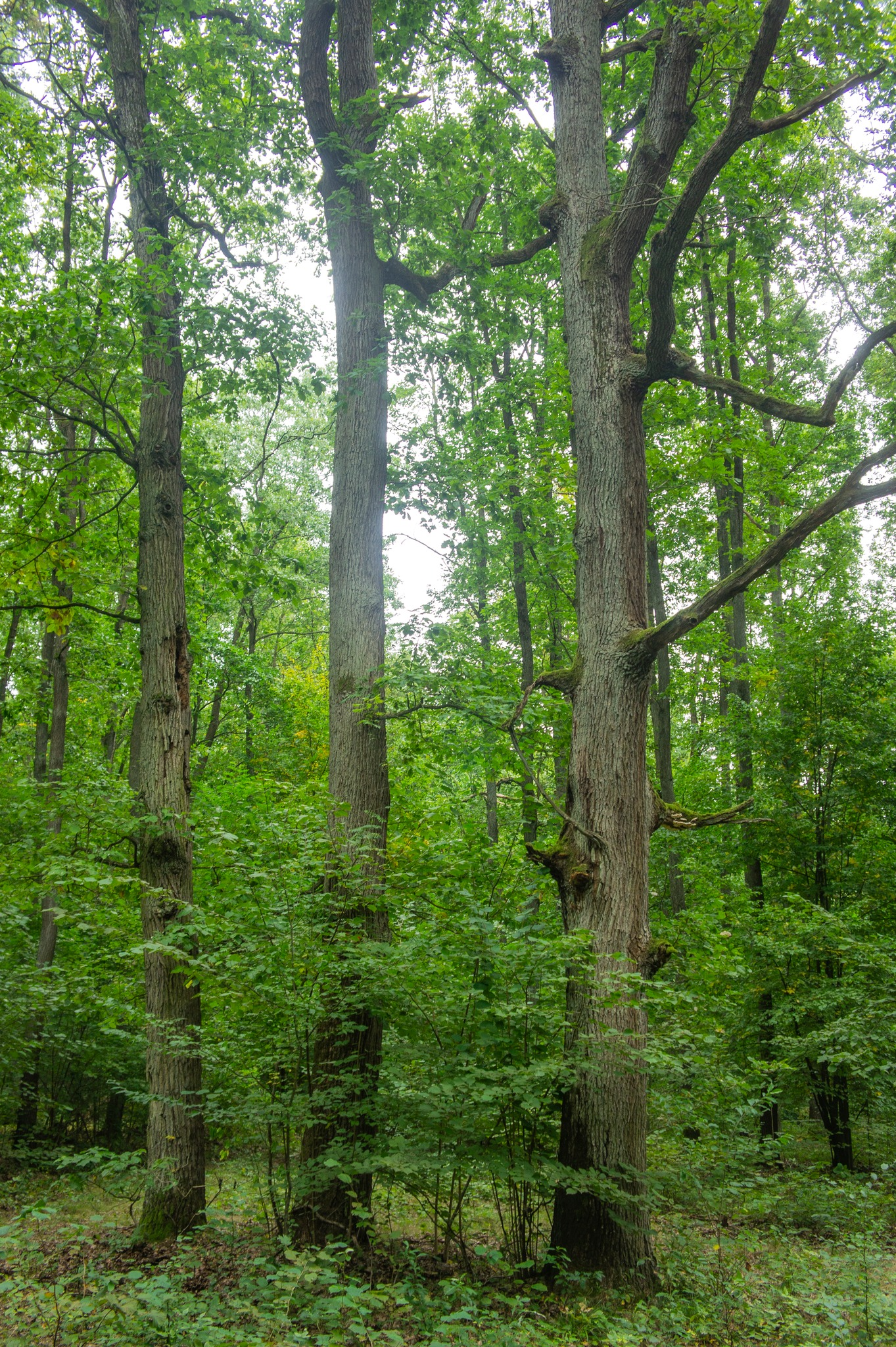
Przewodowice Las Konopiński Przestój 200 letnich dębów

Wzdłuż całej wsi płynie płytka rzeka Białką, osiągająca w miejscowości maksymalną szerokość kilkunastu metrów, a w najwęższych miejscach zaledwie 2 m. Rzeka nieuregulowana na całej długości biegu. Zasiedlona przez bobry i piżmaki, pojawiają się także wydry, a wiosną w martwych zakolach gniazdują żurawie. Przy stawach bardzo licznie występują zimorodki.

### Lasy
Wieś otoczona jest przez dość duży kompleks leśny (Las Konopiński)), nadleśnictwo Skierniewice, Połączony zagajnikami z Puszczą Bolimowską. Jego fragment, odległy od Przewodowic o niespełna kilometr stanowi Rezerwat Przyrody Babsk. Lasy wokół Przewodowic składają się nie jak w innych miejscowościach zachodniego Mazowsza głównie z sosen, ale przede wszystkim gatunków liściastych, m.in. dębów szypułkowych, lip drobnolistnych, grabów, buków i brzóz,(liczne przestoje drzew liczących ponad 250 lat) zaś sosny w większej liczbie występują w lasach na południe od osady. Właśnie z uwagi na ten zbliżony do pierwotnego skład gatunkowy utworzony został rezerwat Babsk. W dolinie dominuje bagienny las łęgowy i niewielkie podmokłe łąki położone na torfowiskach. W lesie występują liczne gatunki ssaków, ptaków i innych zwierząt typowych dla Mazowsza. W pobliżu osady znajdują się też pola uprawne i łąki.

## Galeria

Krajobrazy Przewodowic
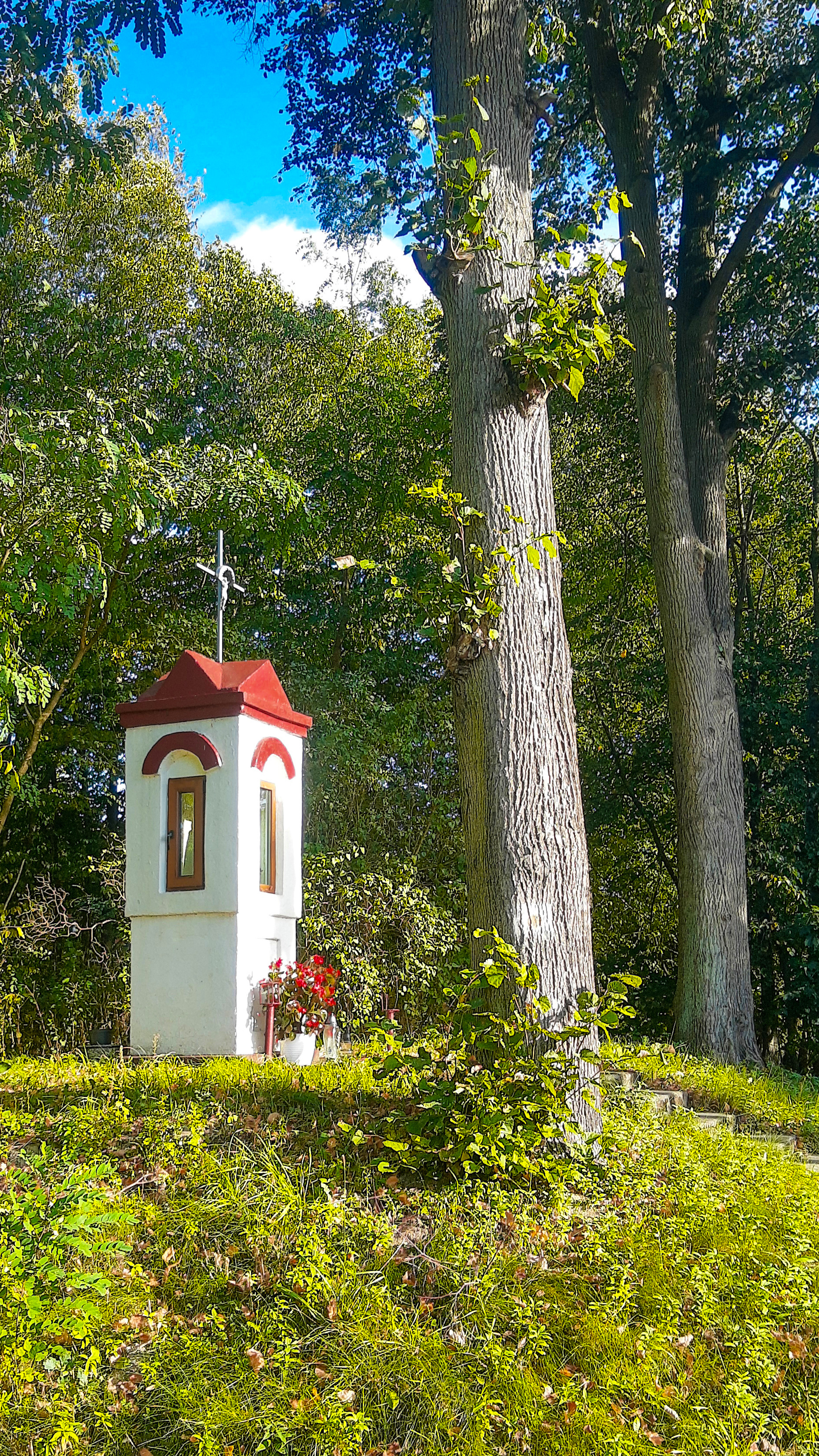
Kapliczka dziękczynna rodziny Szewczyków z 1925 r.
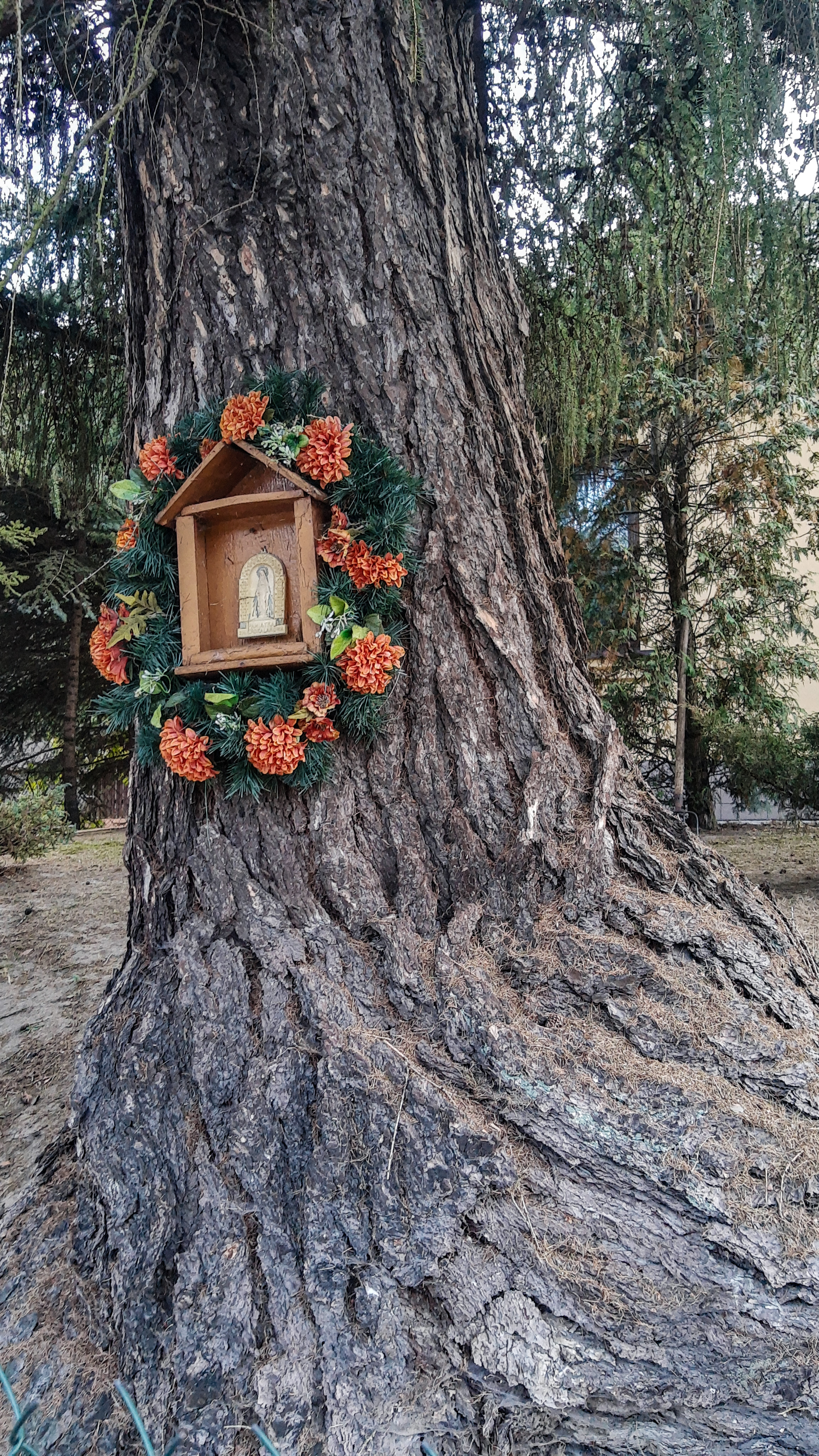
Kapliczka na modrzewiu w centrum wsi
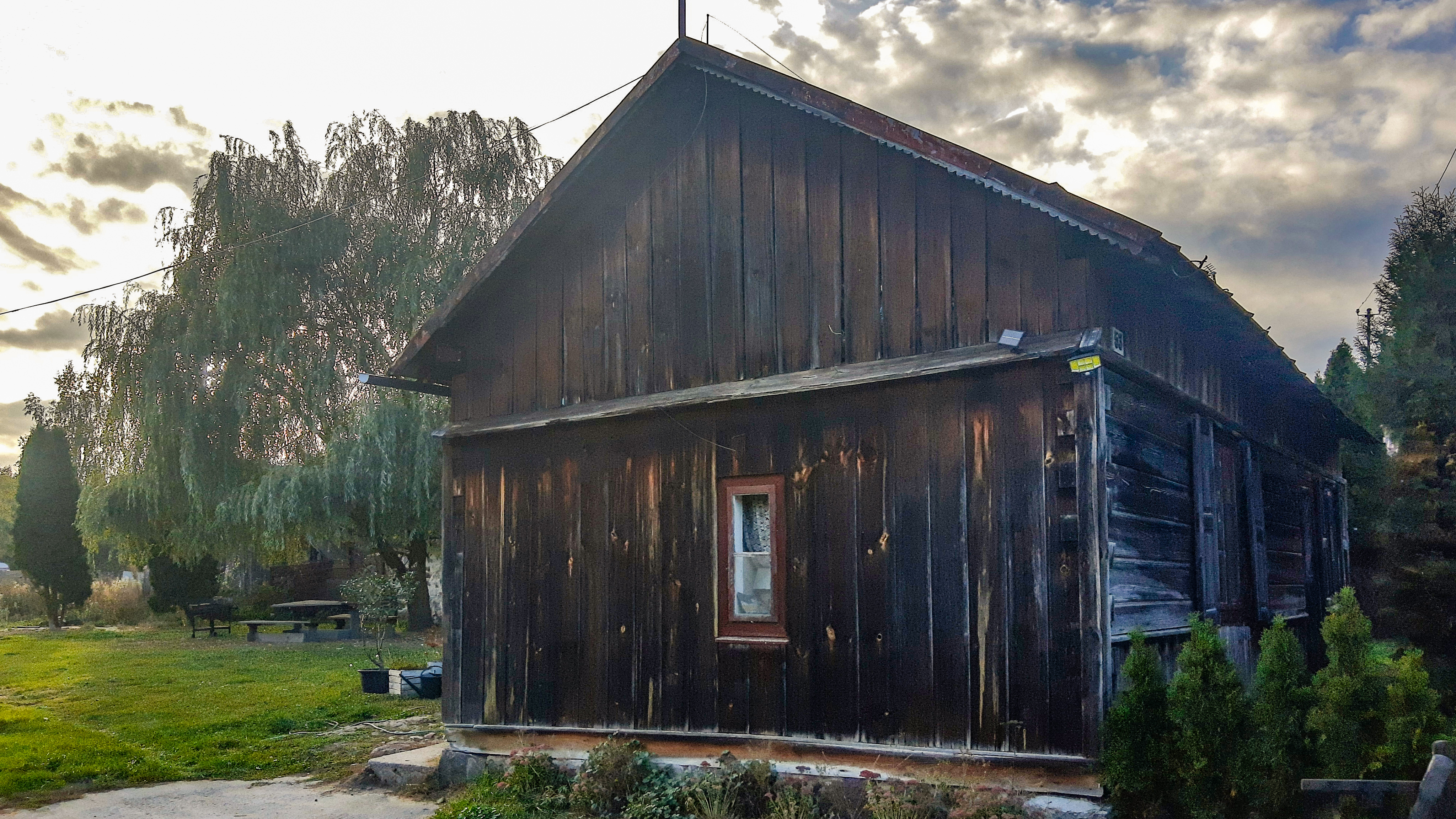
Zabytkowa drewniana chata ok. 1920 r.
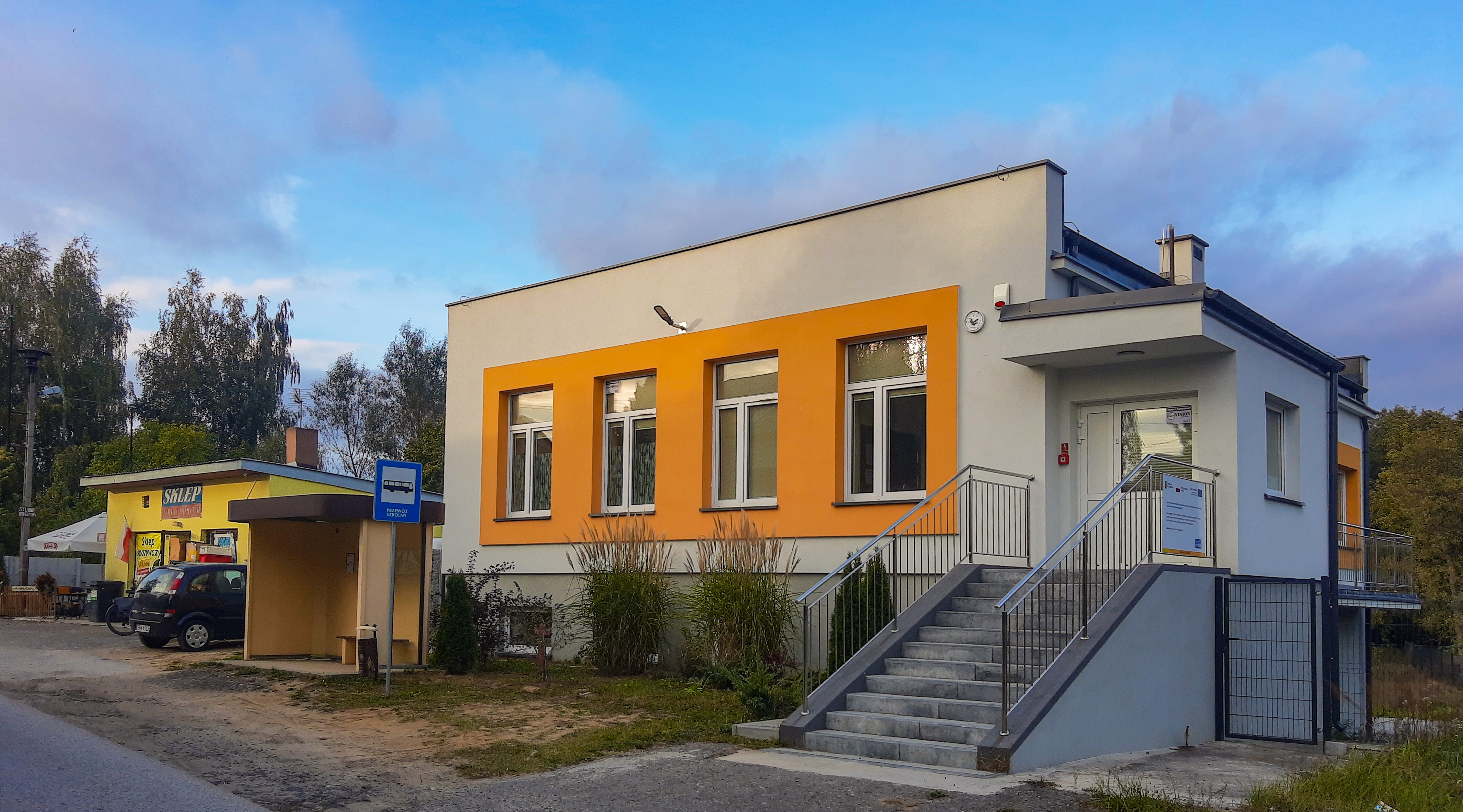
Przewodowice świetlica (dawna remiza) i sklep
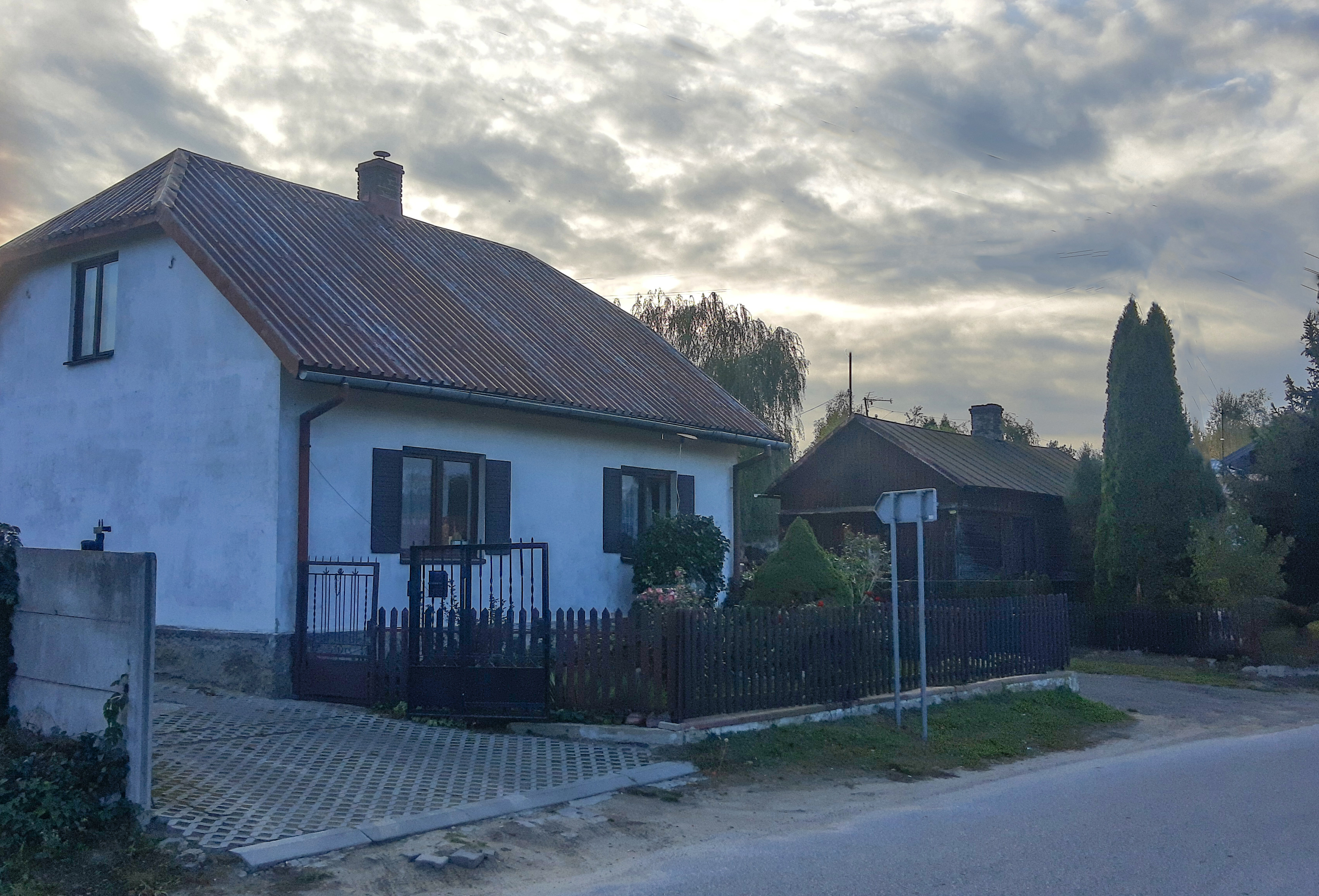
Stare chaty
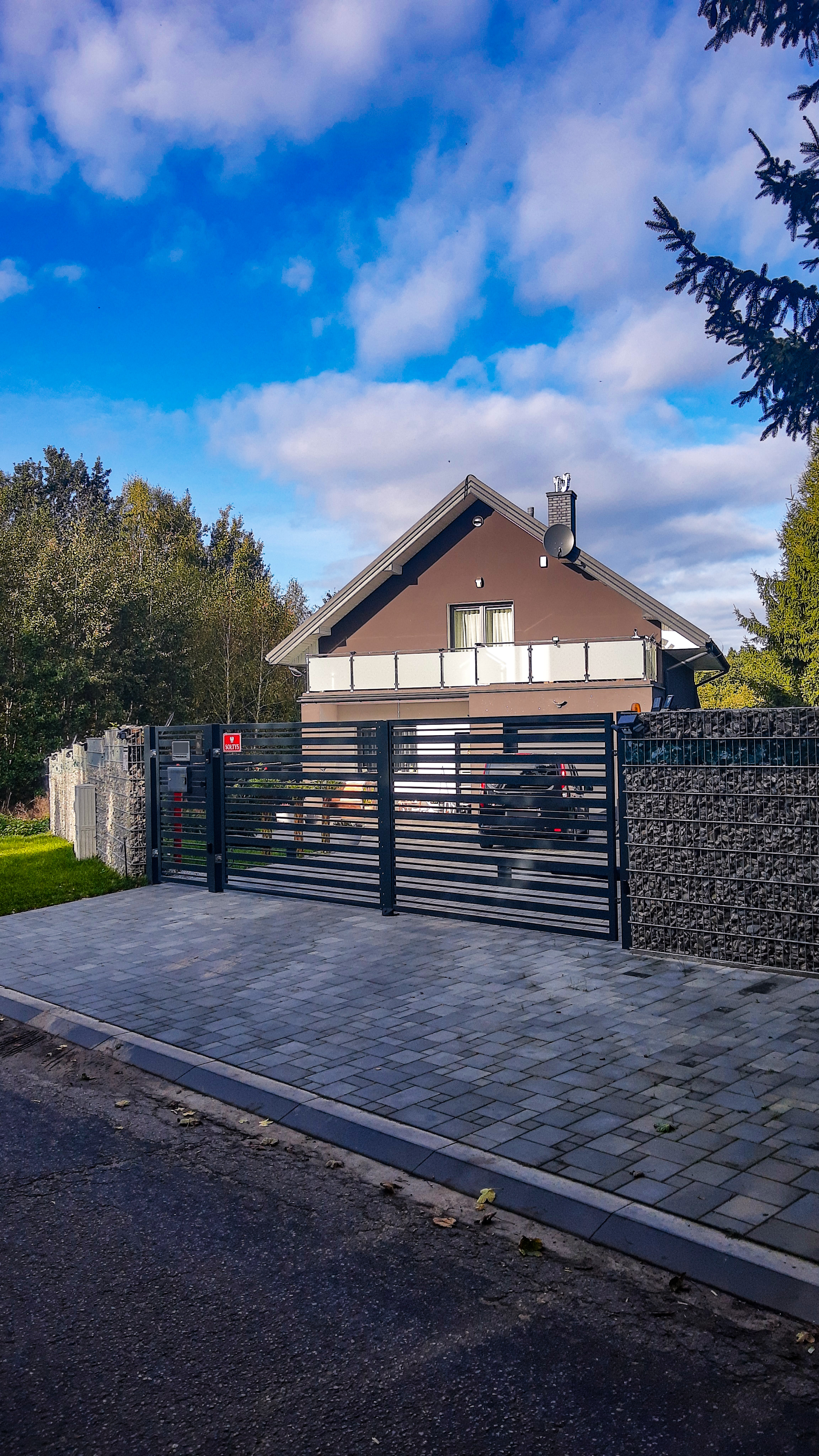
Przewodowice nowa zabudowa
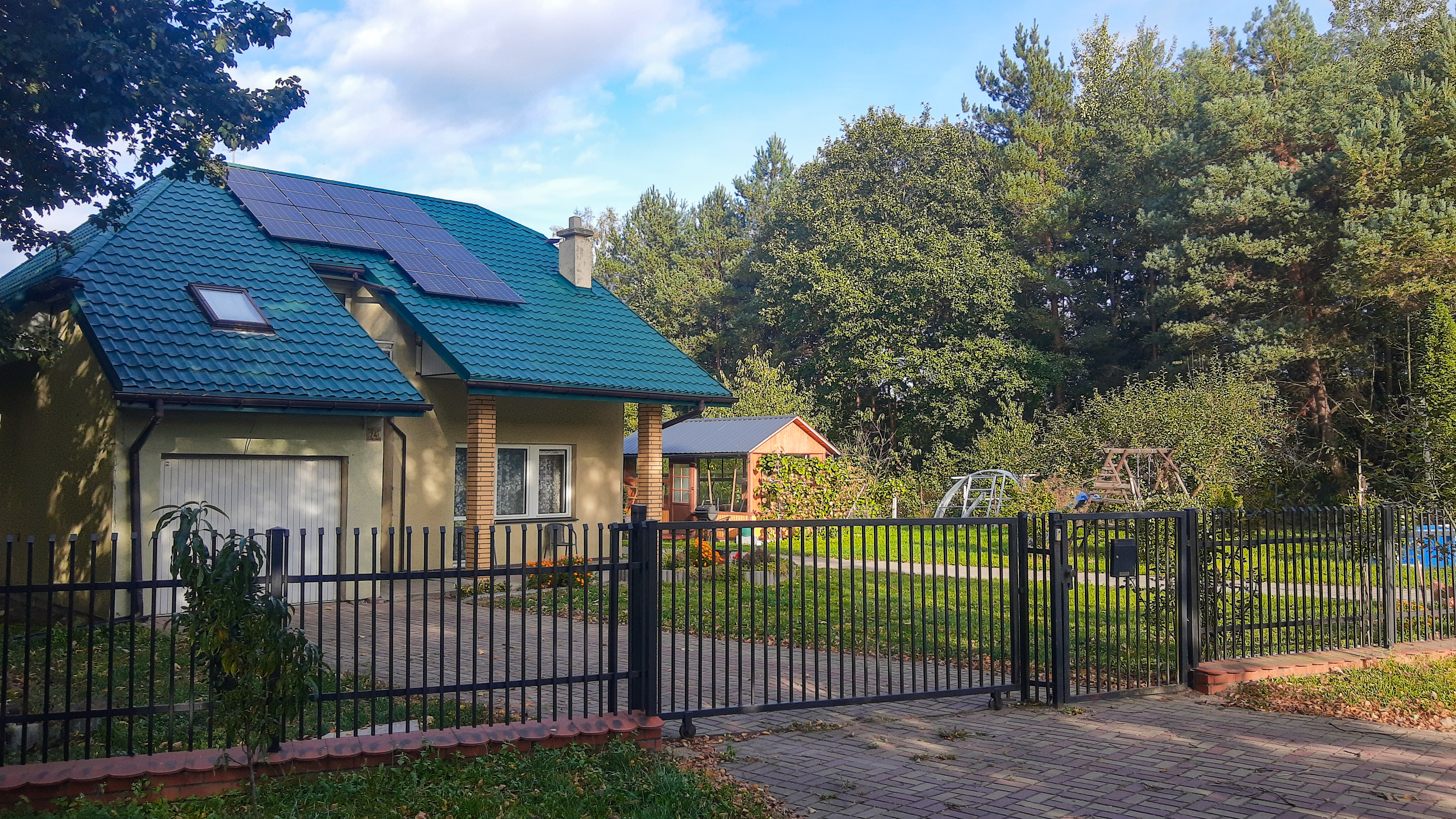
Nowa zabudowa
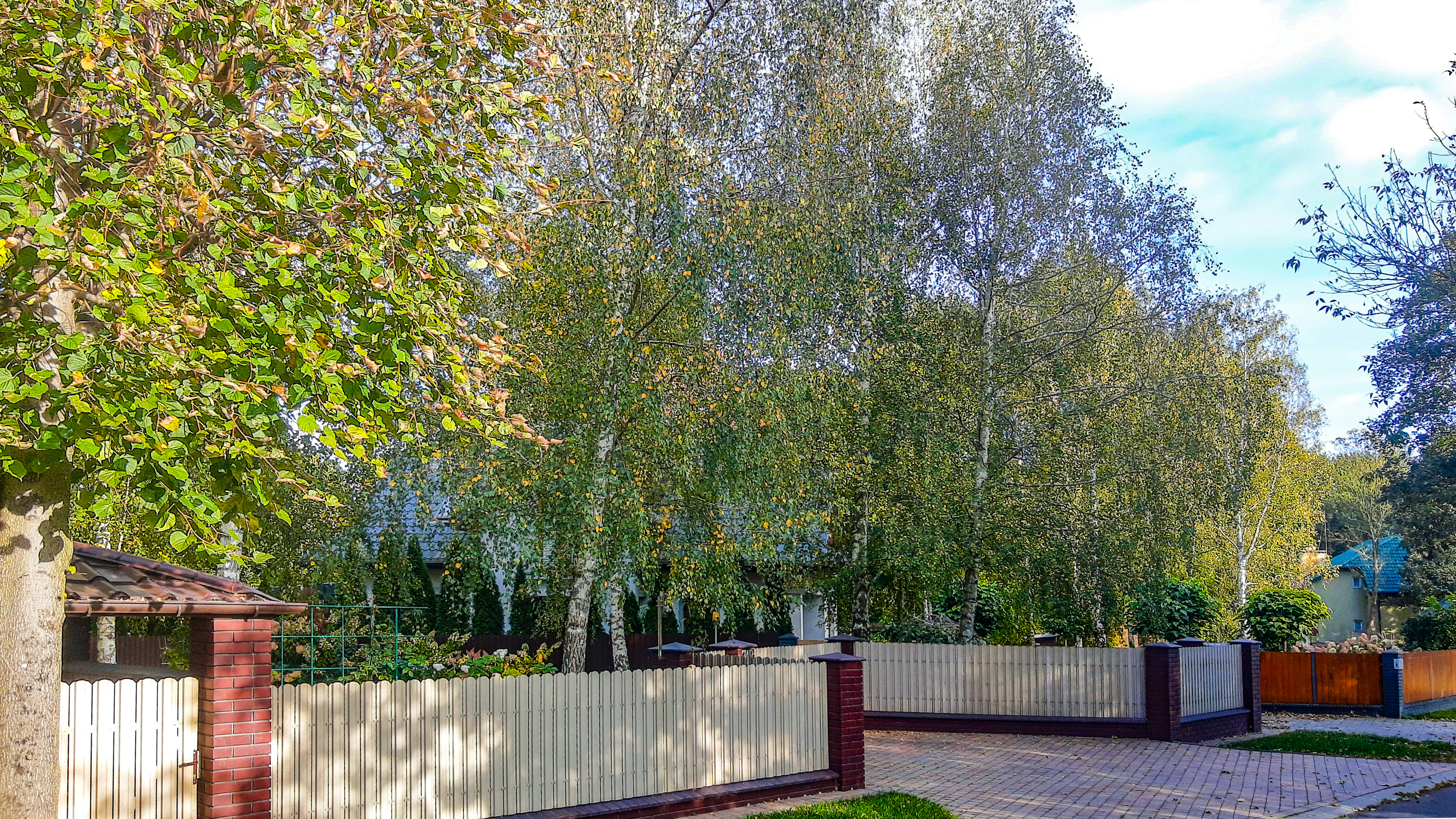
Nowa zabudowa
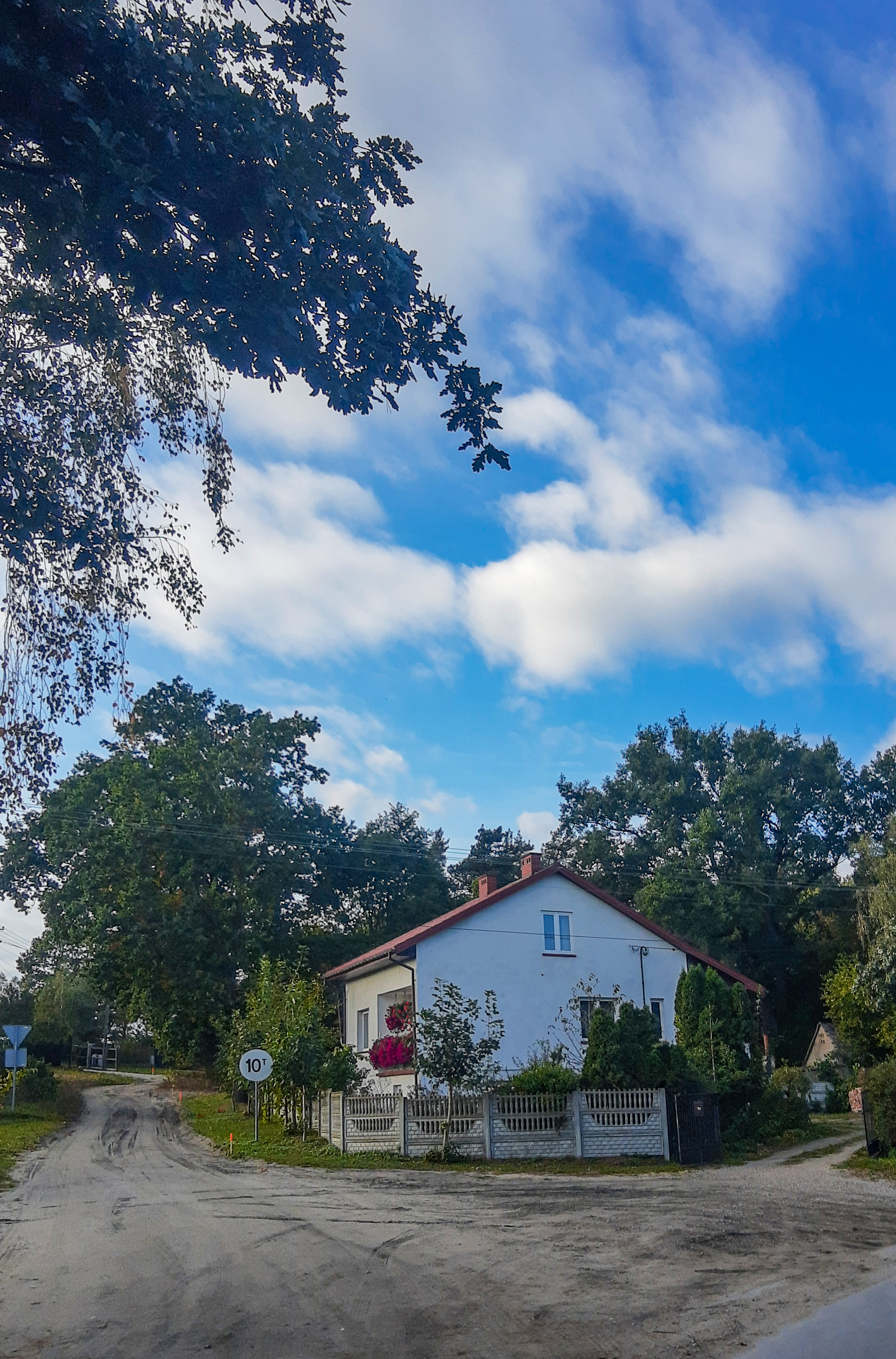
Nowa zabudowa
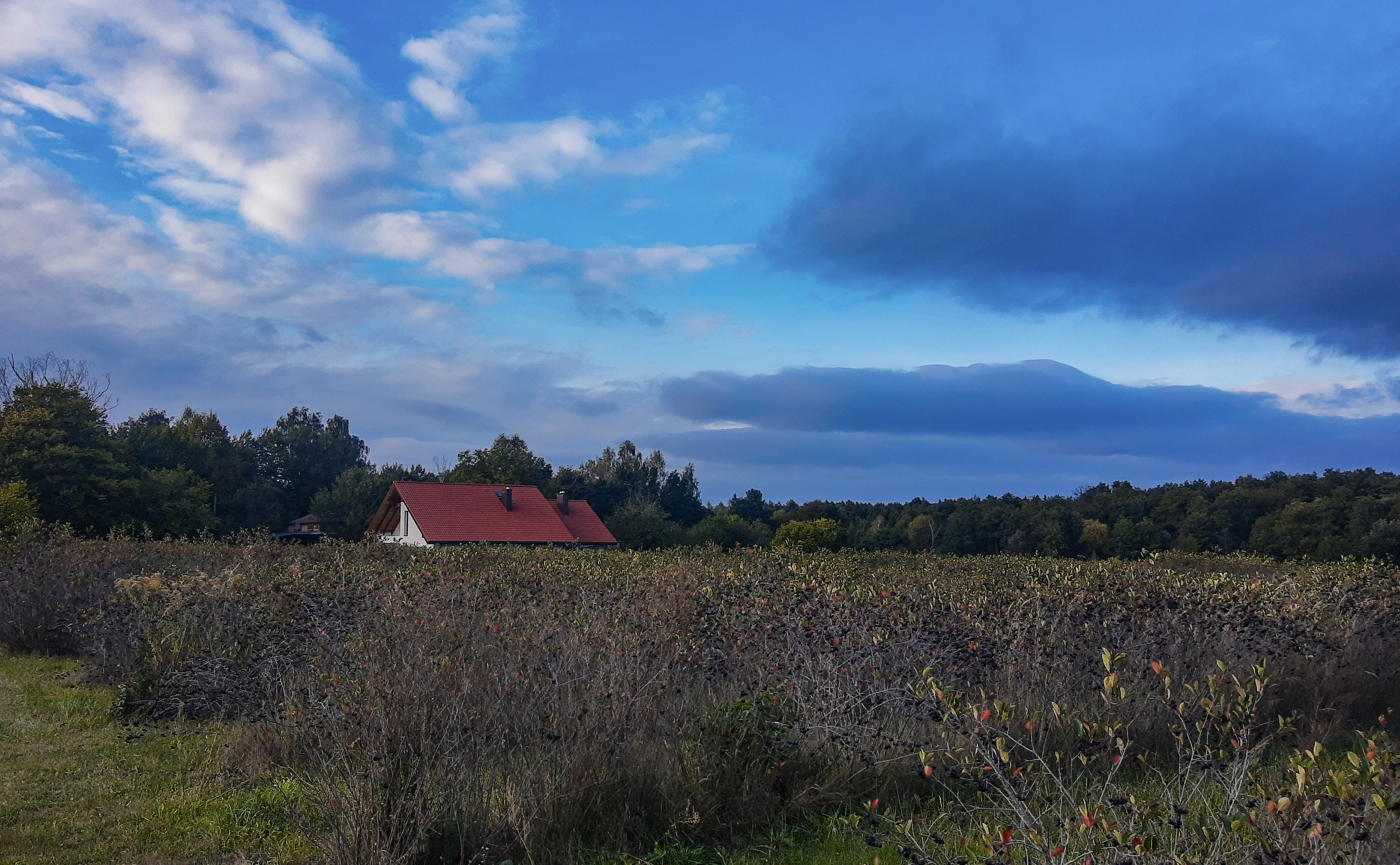
Plantacja aronii w Przewodowicach
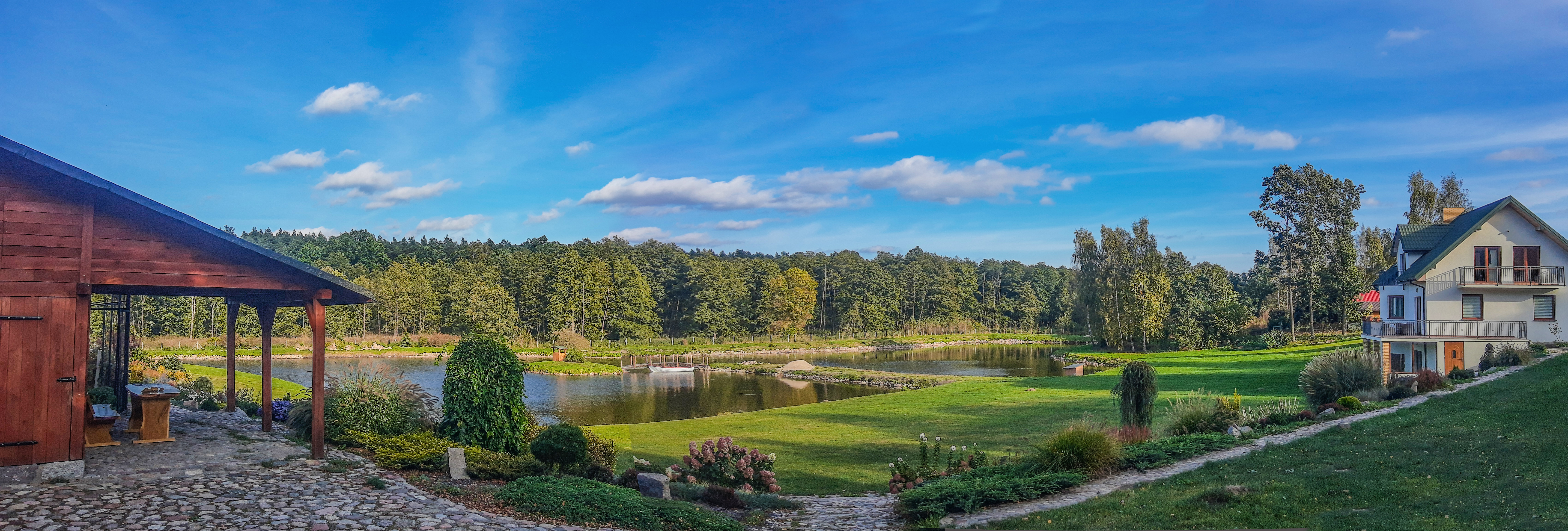
Nowa zabudowa, stawy rekreacyjne
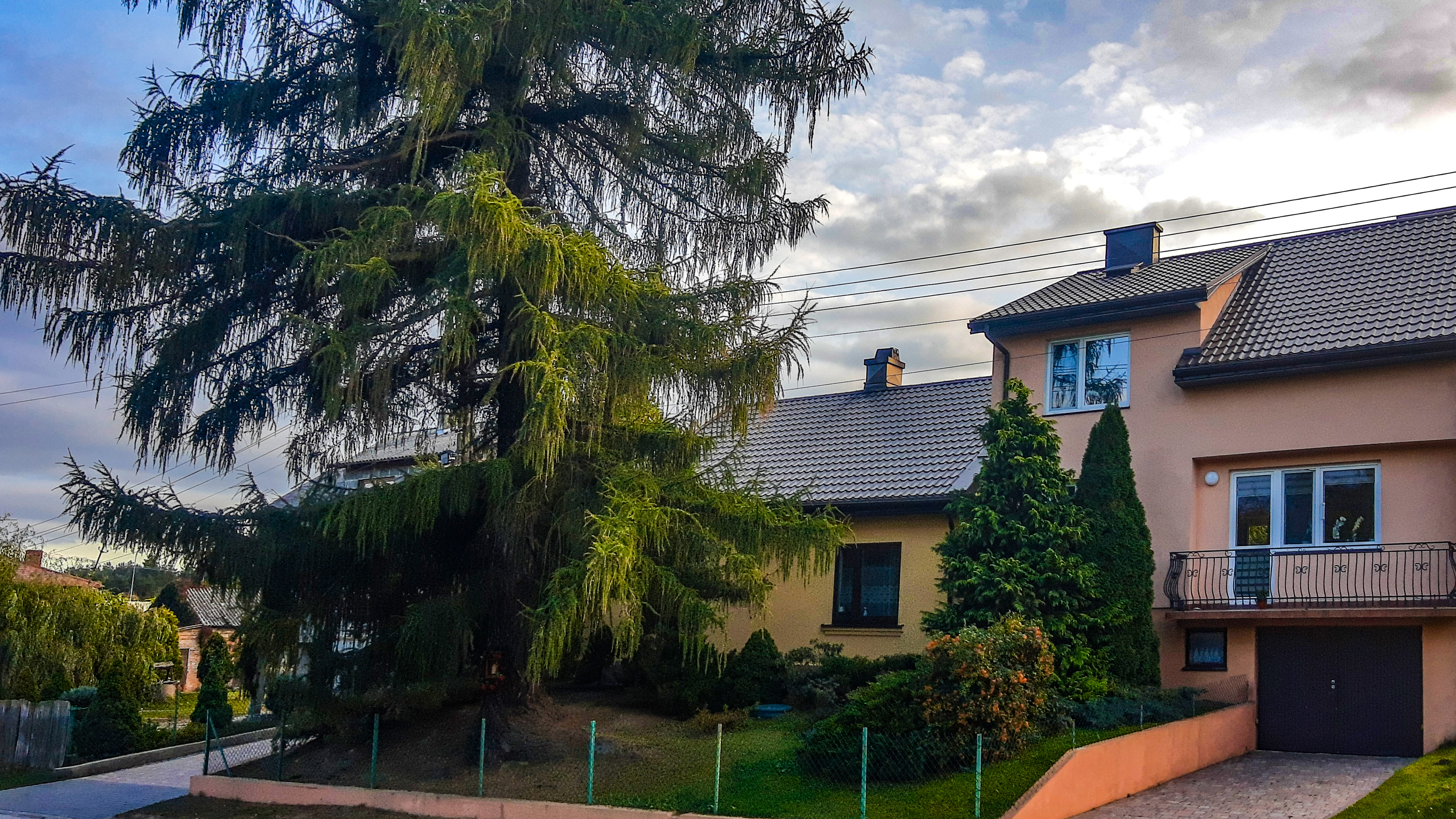
Nowa zabudowa
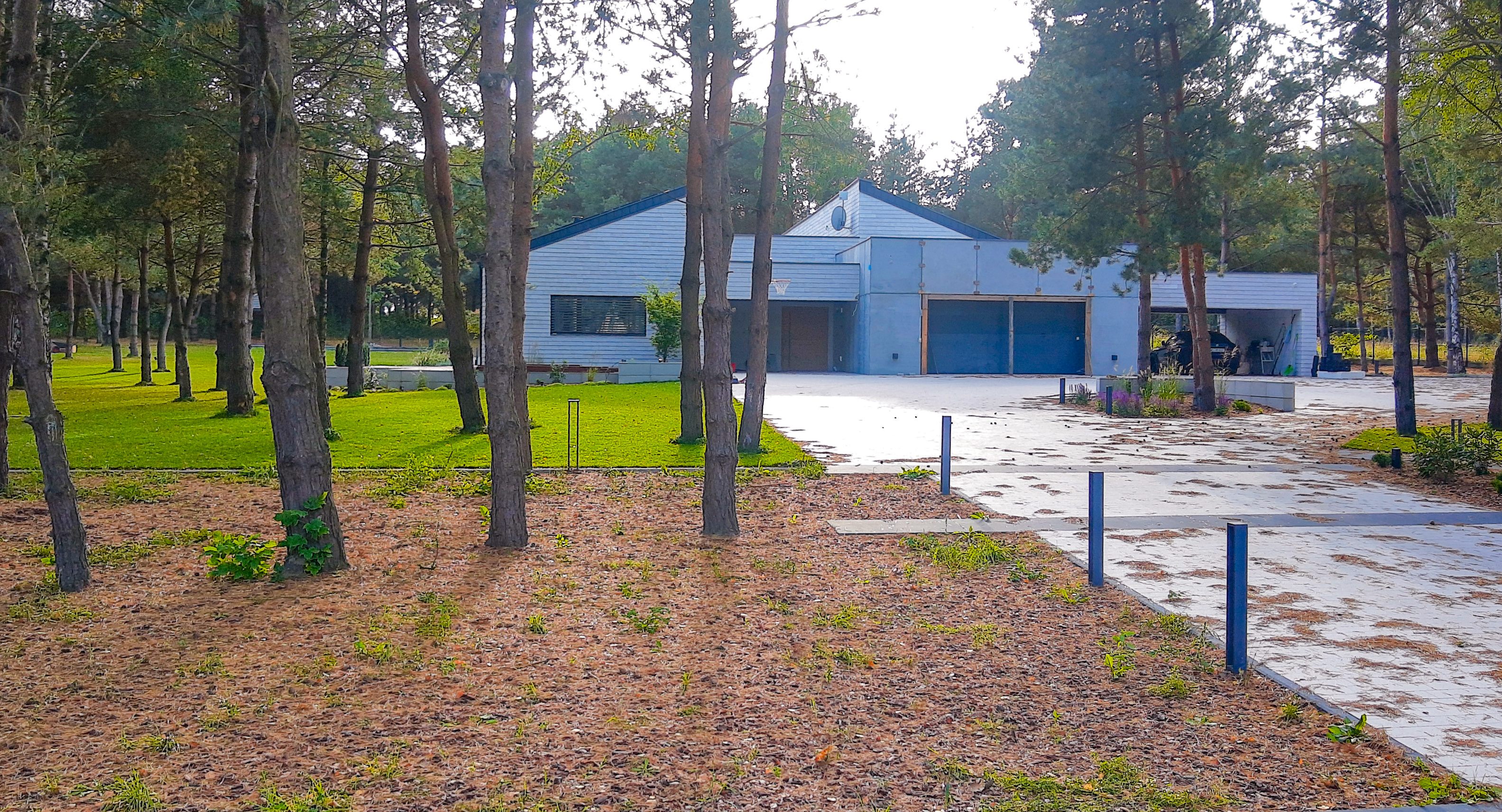
Nowa zabudowa
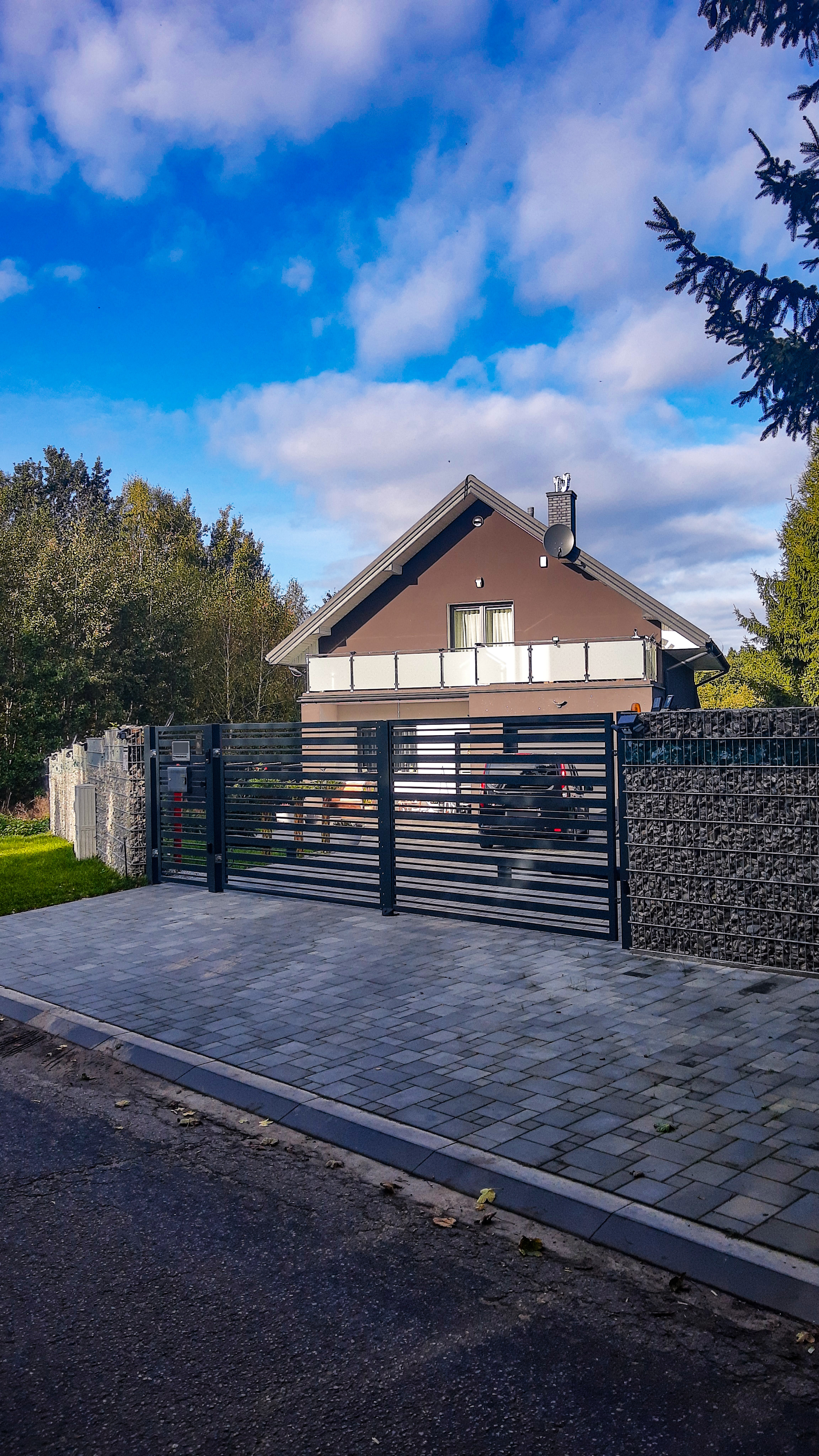
Nowa zabudowa